# Trypogalumnella
Trypogalumnella är ett släkte av kvalster. Trypogalumnella ingår i familjen Galumnellidae.
Kladogram enligt Catalogue of Life:
| Trypogalumnella | \| \| Trypogalumnella densoporosa \| \| \| \| \| \| Trypogalumnella poronota \| \| \| \| |
|                 | \| \| Trypogalumnella densoporosa \| \| \| \| \| \| Trypogalumnella poronota \| \| \| \| |
|                 | Galumnella                                                                               |
|                 |                                                                                          |
|                 | Galumnopsis                                                                              |
|                 |                                                                                          |
|                 | Iberogalumnella                                                                          |
|                 |                                                                                          |
|                 | Monogalumnella                                                                           |
|                 |                                                                                          |
|                 | Trypogalumnella densoporosa                                                              |
|                 |                                                                                          |
|                 | Trypogalumnella poronota                                                                 |
|                 |                                                                                          |

|  | Trypogalumnella densoporosa |
|  |                             |
|  | Trypogalumnella poronota    |
|  |                             |